# Jean-Michel Roux
Jean-Michel Roux (Nancy, 8 de maig de 1964) és un director i guionista  francès.
Entre les seves pel·lícules destacades es troben Enquête sur le monde invisible i Les Mille Merveilles de l'univers.

## Biografia
De formació autodidacta, va començar amb obres del gènere fantàstic i de ciència-ficció. Apassionat pels misteris de l'existència i l'invisible, després va fer pel·lícules documentals als països del nord d'Europa. El 1990 va descobrir Islàndia on va rodar dos llargmetratges, un curt i un llargmetratge. El 1996 va rodar el lalrgmetratge Les Mille Merveilles de l'univers amb Julie Delpy iTchéky Karyo als papers principals. El seu treball va ser premiat notablement amb el Premi a la Millor pel·lícula europea al Festival Internacional de Cinema de Roma el 1998 i el Gran Premi del Jurat al Festival de Cinema Fantàstic de Suècia de Malmö el 1999 per Les Mille Merveilles de l'Univers.
'Pohjolan Enkeli un documental sobre l'ànima humana, els àngels i el més enllà es va estrenar a finals de 2017 als cinemes de Finlàndia. Va ser nominada a la categoria de millor documental el 2018 als Premis Jussi (els César finlandesos).

## Filmographie
- 1984 : Quartier sauvage – curtmetratge
- 1987 : La voix du désert – curtmetratge
- 1992 : Trop près des dieux – curtmetratge
- 1997 : Les Mille Merveilles de l'univers – llargmetratge
- 1997 : Elfland – documental sur les elfes en Islande
- 2002 : Enquête sur le monde invisible – documental a Islàndia
- 2009 : Les Mysteres du snæfellsjökull – documental (46 min)
- 2009 : Le Cœur de la terre – curtmetratge - conte fantàstic
- 2017 : Pohjolan Enkeli – documental a Finlàndia

## Distinctions
- 1999 : Gran Premi del Jurat al Festival de Cinema Fantàstic Suec.[4]
- Premi a la millor pel·lícula europea al Festival Internacional de Cinema de Roma per Les Milles Merveilles de l'univers[5]
- Gran Premi dsl Festival de Malmö[5]